# Església de San Sebastiano al Palatino
L'església de San Sebastiano al Palatino és un lloc de culte catòlic de Roma, al districte de Campitelli , dedicat a Sant Sebastià i construït al lloc del martiri del sant, al turó Palatí. Aquesta església acull la diaconia de San Sebastiano al Palatino.

## Història

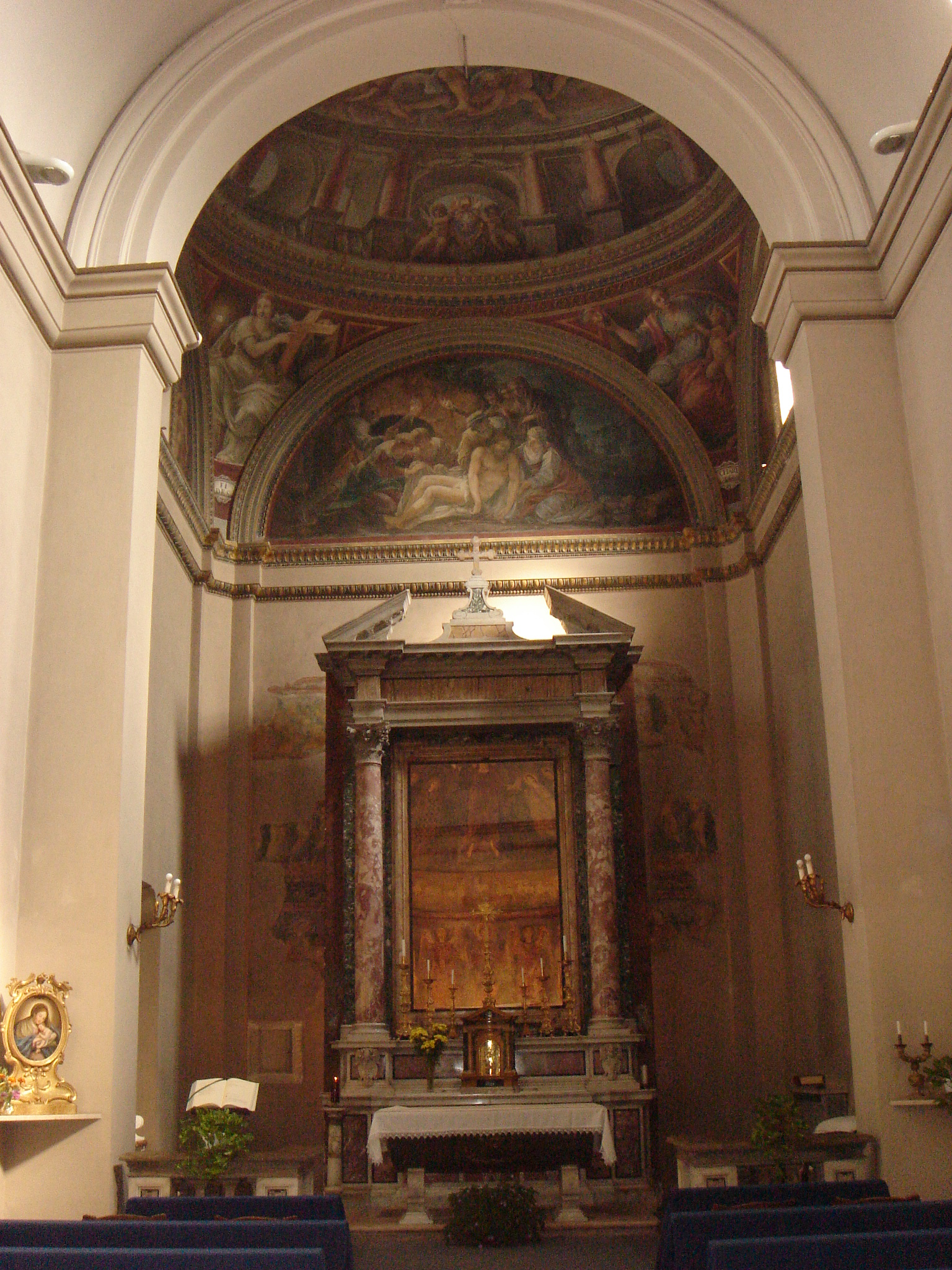
El presbiteri

Segons la tradició, l'església va ser construïda al lloc del martiri de Sant Sebastià. Això va ocórrer prop de l'Elagabalium, el temple dedicat al Sol Invictus i després a Júpiter, que albergava diversos objectes sagrats, inclòs el Pal·ladi d'Atena, portat de Troia; per aquest motiu l'església també era coneguda com a Santa Maria in Pallara.
El primer edifici es va construir al segle x, mentre que la distribució actual es deu a la reconstrucció de 1624 , duta a terme pel papa Urbà VIII; durant aquestes obres, es van conservar els frescos originals de l'absis, que representen Crist entre Sant Llorenç i Sant Esteve, Sant Sebastià i Sant Zòtic com a diaques, i a sota la Mare de Déu i els àngels. Es va convertir en la seu d'una Bailía de l'Orde Sobirà de Malta sota el patrocini dels Barberini, la família d'Urbà VIII, que encara existeix avui dia. L'actual titular és el príncep (i actor) Urbano Barberini
L'església és una rectoria dependent de la parròquia de Santa Maria in Portico in Campitelli. Des del 2016, ha estat oficiada per les fraternitats monàstiques de Jerusalem.

## El títol cardenalici
San Sebastiano al Palatino (llatí: Diaconia Sancti Sebastiani in Monte Palatino) és una diaconia instituïda pel papa Pau VI el 1973 amb la constitució apostòlica Auctis pro Ecclesiae.

### Cardenals titulars
- Ferdinando Giuseppe Antonelli, O.F.M. (5 de març de 1973 - 2 de febrer de 1983); títol pro illa vice (2 de febrer de 1983 - 12 de juliol de 1993 mort)
- Yves Congar, O.P. (26 de novembre de 1994 - 22 de juny de 1995 mort)
- Dino Monduzzi (21 de febrer de 1998 - 13 d'octubre de 2006 mort)
- John Patrick Foley (24 de novembre de 2007 - 11 de desembre de 2011 mort)
- Edwin Frederick O'Brien (18 de febrer de 2012 - 4 de març de 2022); títol pro hac vice des del 4 de març de 2022